# Grande Prêmio de Detroit de 1982
Resultados do Grande Prêmio de Detroit de Fórmula 1 realizado em Detroit em 6 de junho de 1982. Sétima etapa do campeonato, foi vencido pelo britânico John Watson, da McLaren-Ford, com Eddie Cheever em segundo pela Ligier-Matra e Didier Pironi em terceiro pela Ferrari.

## Resumo

### Desorganização e improviso
Detroit empenhou-se em receber uma corrida de Fórmula 1, mas a organização de seu parque industrial não parecia ter chegado à pista da capital mundial do automóvel, afinal a desorganização reinante cancelou o treino extra de quinta-feira porque as obras no circuito não haviam sido concluídas e a primeira sessão de qualificação prevista para sexta-feira foi cancelada graças ao atraso na fixação das barreiras. Assim, a qualificação aconteceria no sábado em duas sessões de uma hora, com quatro horas de intervalo entre elas.
Num sábado frio e nublado sob ameaça de chuva, os pilotos foram ao asfalto enquanto a pista estava seca, não obstante o risco de acidentes em razão do tráfego intenso. Dentre as batidas que ocorreram, duas foram mais chamativas: a Theodore de Jan Lammers contra a Renault de Alain Prost que, inclusive, levou o neerlandês ao hospital; e a de René Arnoux, também da equipe francesa, cujo bólido rodou, bateu e ficou atravessado na pista ocasionando a suspensão do treino por quinze minutos. Diante do mau estado da pista Nelson Piquet bradou: "Eu nunca vi tanta ondulação na minha vida. Fica muito difícil controlar um carro de Fórmula 1 nessas condições. Detroit, comparado a Mônaco, é uma brincadeira!" À tarde os competidores voltaram à pista, mas como o asfalto estava úmido por causa da chuva, nenhum piloto melhorou seu tempo. Neste caso foi melhor para Alain Prost, da Renault, que assegurou a pole position com a Alfa Romeo de Andrea de Cesaris ao seu lado. Eddie Cheever, representante local, sairá em nono com John Watson, candidato a líder do campeonato, em décimo sétimo. Quanto a Nelson Piquet, este não conseguiu se classificar e pela primeira vez em sua carreira não largará numa prova de Fórmula 1. Pela segunda vez que um campeão mundial em título não conseguiu se classificar para uma corrida do campeonato mundial de Fórmula 1.
Por falar em ausências, a Toleman não viajou para a América do Norte, decidindo concentrar-se no desenvolvimento de seu carro e agendou seu retorno para o Grande Prêmio dos Países Baixos. Quanto à Ferrari, a mesma não definiu um substituto para o falecido Gilles Villeneuve (embora Patrick Tambay seja apontado como tal) e correu apenas com Didier Pironi.

### Milagre de John Watson
Alain Prost fez valer a primeira posição e saiu à frente de Andrea de Cesaris, porém o italiano abandonou a prova quando um toque nas barreiras de concreto danificou-lhe a suspensão e alçou Keke Rosberg à vice-liderança. Pouco antes disso, Raul Boesel (March), Riccardo Paletti (Osella) e Mauro Baldi (Arrows) sequer completaram uma volta enquanto Manfred Winkelhock (ATS) foi a quarta vítima de acidente logo no princípio da corrida. No sexto giro Elio de Angelis forçou uma ultrapassagem pelo lado interno da pista sobre Roberto Guerrero no fim da reta dos boxes e como resultado a Ensign do colombiano bloqueou a pista e foi abalroado pela Brabham de Riccardo Patrese, fatos que interromperam a corrida por uma hora.
Mesmo com o reinício da corrida o francês Alain Prost manteve a liderança até Keke Rosberg superá-lo na vigésima terceira volta. Nos fundões do grid o britânico John Watson ignorava o traçado estreito do Circuito Urbano de Detroit ao ultrapassar sucessivamente os pilotos Jochen Mass (March), René Arnoux (Renault), Jacques Laffite (Ligier) e Derek Daly (Williams) até alcançar a zona de pontuação na volta vinte e nove. Insatisfeito, o piloto da McLaren foçou uma ultrapassagem sobre a Alfa Romeo de Bruno Giacomelli causando um toque que eliminou o italiano da prova. Quinto colocado até aquele instante, Watson ultrapassou seu companheiro de equipe, Niki Lauda, na volta 33 ao fim da reta dos boxes e três curvas depois subiu para o segundo lugar ao superar Eddie Cheever e Didier Pironi para assumir o segundo posto e depois a liderança na volta 37 graças a perda de rendimento sofrida por Keke Rosberg. Sem ninguém a ameaçá-lo, John Watson ampliou sua vantagem na liderança enquanto seus adversários duelavam entre si. Por fim o britânico foi declarado vencedor após 62 das 70 voltas previstas, quando foi atingido o tempo-limite de duas horas subindo ao pódio com Eddie Cheever (Ligier) e Didier Pironi (Ferrari).
Graças a estes resultados, John Watson assumiu a liderança da competição com 26 pontos ante 20 pontos do regular Didier Pironi e 18 pontos de Alain Prost, este devido ao seu fulgurante início de temporada.

## Classificação

### Treinos classificatórios
| Pos.    | Nº | Piloto             | Construtor      | Q1       | Q2       | Dif.    |
| ------- | -- | ------------------ | --------------- | -------- | -------- | ------- |
| 1       | 15 | Alain Prost        | Renault         | 1:48.537 | 2:14.616 | —       |
| 2       | 22 | Andrea de Cesaris  | Alfa Romeo      | 1:48.872 | 2:10.770 | + 0.335 |
| 3       | 6  | Keke Rosberg       | Williams-Ford   | 1:49.264 | 2:12.559 | + 0.727 |
| 4       | 28 | Didier Pironi      | Ferrari         | 1:49.903 | 2:13.665 | + 1.366 |
| 5       | 9  | Manfred Winkelhock | ATS-Ford        | 1:50.066 | 2:11.260 | + 1.529 |
| 6       | 23 | Bruno Giacomelli   | Alfa Romeo      | 1:50.252 | s/ tempo | + 1.715 |
| 7       | 12 | Nigel Mansell      | Lotus-Ford      | 1:50.294 | 2:20.888 | + 1.757 |
| 8       | 11 | Elio de Angelis    | Lotus-Ford      | 1:50.443 | 2:12.481 | + 1.906 |
| 9       | 25 | Eddie Cheever      | Ligier-Matra    | 1:50.520 | 2:11.745 | + 1.983 |
| 10      | 8  | Niki Lauda         | McLaren-Ford    | 1:51.026 | 2:09.121 | + 2.489 |
| 11      | 14 | Roberto Guerrero   | Ensign-Ford     | 1:51.039 | s/ tempo | + 2.502 |
| 12      | 5  | Derek Daly         | Williams-Ford   | 1:51.227 | 2:11.554 | + 2.690 |
| 13      | 26 | Jacques Laffite    | Ligier-Matra    | 1:51.270 | s/ tempo | + 2.733 |
| 14      | 2  | Riccardo Patrese   | Brabham-Ford    | 1:51.508 | s/ tempo | + 2.971 |
| 15      | 16 | René Arnoux        | Renault         | 1:51.514 | s/ tempo | + 2.977 |
| 16      | 3  | Michele Alboreto   | Tyrrell-Ford    | 1:51.618 | 2:11.678 | + 3.081 |
| 17      | 7  | John Watson        | McLaren-Ford    | 1:51.868 | 2:11.384 | + 3.331 |
| 18      | 17 | Jochen Mass        | March-Ford      | 1:52.271 | 2:13.486 | + 3.734 |
| 19      | 29 | Marc Surer         | Arrows-Ford     | 1:52.316 | 2:12.033 | + 3.779 |
| 20      | 4  | Brian Henton       | Tyrrell-Ford    | 1:52.867 | 2:22.663 | + 4.330 |
| 21      | 18 | Raul Boesel        | March-Ford      | 1:52.870 | 2:14.385 | + 4.333 |
| 22      | 31 | Jean-Pierre Jarier | Osella-Ford     | 1:52.988 | 2:13.648 | + 4.451 |
| 23      | 32 | Riccardo Paletti   | Osella-Ford     | 1:54.084 | 2:24.878 | + 5.547 |
| 24      | 30 | Mauro Baldi        | Arrows-Ford     | 1:54.332 | 2:14.746 | + 5.795 |
| 25      | 10 | Eliseo Salazar     | ATS-Ford        | 1:55.633 | 2:16.139 | + 7.096 |
| 26      | 20 | Chico Serra        | Fittipaldi-Ford | 1:55.848 | 2:24.739 | + 7.311 |
| 27      | 19 | Emilio de Villota  | March-Ford      | 1:56.589 | s/ tempo | + 8.052 |
| 28      | 1  | Nelson Piquet      | Brabham-BMW     | 1:57.779 | s/ tempo | + 9.242 |
| 29      | 33 | Jan Lammers        | Theodore-Ford   | s/ tempo | s/ tempo |         |
| Fontes: |    |                    |                 |          |          |         |

### Corrida
| Pos.    | Nº | Piloto             | Chassi/Motor    | Voltas          | Tempo/Diferença  | Grid            | Pontos          |
| ------- | -- | ------------------ | --------------- | --------------- | ---------------- | --------------- | --------------- |
| 1       | 7  | John Watson        | McLaren-Ford    | 62              | 1:58:41.043      | 17              | 9               |
| 2       | 25 | Eddie Cheever      | Ligier-Matra    | 62              | + 15.726         | 9               | 6               |
| 3       | 28 | Didier Pironi      | Ferrari         | 62              | + 28.077         | 4               | 4               |
| 4       | 6  | Keke Rosberg       | Williams-Ford   | 62              | + 1:11.976       | 3               | 3               |
| 5       | 5  | Derek Daly         | Williams-Ford   | 62              | + 1:23.757       | 12              | 2               |
| 6       | 26 | Jacques Laffite    | Ligier-Matra    | 61              | + 1 volta        | 13              | 1               |
| 7       | 17 | Jochen Mass        | March-Ford      | 61              | + 1 volta        | 18              |                 |
| 8       | 29 | Marc Surer         | Arrows-Ford     | 61              | + 1 volta        | 19              |                 |
| 9       | 4  | Brian Henton       | Tyrrell-Ford    | 60              | + 2 voltas       | 20              |                 |
| 10      | 16 | René Arnoux        | Renault         | 59              | + 3 voltas       | 15              |                 |
| 11      | 20 | Chico Serra        | Fittipaldi-Ford | 59              | + 3 voltas       | 26              |                 |
| NC      | 15 | Alain Prost        | Renault         | 54              | Não classificado | 1               |                 |
| Ret     | 12 | Nigel Mansell      | Lotus-Ford      | 44              | Motor            | 7               |                 |
| Ret     | 8  | Niki Lauda         | McLaren-Ford    | 40              | Colisão          | 10              |                 |
| Ret     | 3  | Michele Alboreto   | Tyrrell-Ford    | 40              | Rodada           | 16              |                 |
| Ret     | 23 | Bruno Giacomelli   | Alfa Romeo      | 30              | Colisão          | 6               |                 |
| Ret     | 11 | Elio de Angelis    | Lotus-Ford      | 17              | Câmbio           | 8               |                 |
| Ret     | 10 | Eliseo Salazar     | ATS-Ford        | 13              | Rodada           | 25              |                 |
| Ret     | 14 | Roberto Guerrero   | Ensign-Ford     | 6               | Colisão          | 11              |                 |
| Ret     | 2  | Riccardo Patrese   | Brabham-Ford    | 6               | Colisão          | 14              |                 |
| Ret     | 22 | Andrea de Cesaris  | Alfa Romeo      | 2               | Transmissão      | 2               |                 |
| Ret     | 31 | Jean-Pierre Jarier | Osella-Ford     | 2               | Ignição          | 22              |                 |
| Ret     | 9  | Manfred Winkelhock | ATS-Ford        | 1               | Rodada           | 5               |                 |
| Ret     | 18 | Raul Boesel        | March-Ford      | 0               | Colisão          | 21              |                 |
| Ret     | 30 | Mauro Baldi        | Arrows-Ford     | 0               | Colisão          | 24              |                 |
| Ret     | 32 | Riccardo Paletti   | Osella-Ford     | 0               | Não largou       | 23              |                 |
| DNQ     | 19 | Emilio de Villota  | March-Ford      | Não qualificado | Não qualificado  | Não qualificado | Não qualificado |
| DNQ     | 1  | Nelson Piquet      | Brabham-BMW     | Não qualificado | Não qualificado  | Não qualificado | Não qualificado |
| DNQ     | 33 | Jan Lammers        | Theodore-Ford   | Não qualificado | Não qualificado  | Não qualificado | Não qualificado |
| Fontes: |    |                    |                 |                 |                  |                 |                 |

## Tabela do campeonato após a corrida
| Pos.    | Piloto           | Pontos |
| ------- | ---------------- | ------ |
| 1       | John Watson      | 26     |
| 2       | Didier Pironi    | 20     |
| 3       | Alain Prost      | 18     |
| 4       | Keke Rosberg     | 17     |
| 5       | Riccardo Patrese | 13     |
| Fontes: |                  |        |

| Pos.    | Construtor    | Pontos |
| ------- | ------------- | ------ |
| 1       | McLaren-Ford  | 38     |
| 2       | Ferrari       | 26     |
| 3       | Williams-Ford | 26     |
| 4       | Renault       | 22     |
| 5       | Lotus-Ford    | 14     |
| Fontes: |               |        |

- Nota: Somente as primeiras cinco posições estão listadas. Entre 1981 e 1990 cada piloto podia computar onze resultados válidos por temporada não havendo descartes no mundial de construtores.